# محمد جمال خليفة
محمد جمال خليفة، المُلقب بـ "أبو البراء"، هو رجل أعمال سعودي من جدة تزوج إحدى أخوات أسامة بن لادن. اتُهم بتمويل مؤامرات ومجموعات إرهابية في الفلبين في التسعينيات الميلادية من القرن العشرين، وكان رئيس فرع منظمة الإغاثة الإسلامية الدولية هناك. قُتل في مدغشقر عام 2007.
شارك في الجهاد في الحرب السوفيتية في أفغانستان في الثمانينات تحت قيادة عبد الله عزام وعندما انشق أسامة بن لادن بإيعاز من أيمن الظواهري عن عبد الله عزام واتخذوا قاعدة على خطوط التماس مع الجيش السوفييتي -سميت بالمأسدة- وطالبهم عزام بعدم الانشقاق والوحدة، وقف جمال خليفة في صفه محاولا إرجاع أسامة صهره إلى صف الشيخ الشهيد ولكن محاولاته باءت بالفشل.
عندما رجع جمال إلى السعودية بعد انتهاء الجهاد في أفغانستان لم يقابل أو يحتك بأسامة بن لادن إلا ضمن واجبات العائلة. ثم انشغل جمال بالعمل الدعوي في الفلبين وكان يتعرض لكثير من المضايقات من جانب السلطات لما كان يحققه من نجاح في هذا الصعيد وقد أخبر أحد مساعدي جمال أنه قد أسلم على يديه ما يفوق المليون شخص[بحاجة لمصدر].

## المضايقات في أمريكا
كان جمال يمتلك مؤسسة خيرية في سان فرانسيسكو. وعندما زار جمال هذه المؤسسة في بدايات التسعينات تعرض للاعتقال مع بعض العاملين في المؤسسة حيث وجدت وكالة الاستخبارات الأمريكية بطاقة أعماله في منزل الشيخ عمر عبد الرحمن الذي أعتقل في نيوجيرسي بتهمة التورط في تفجيرات نيويورك 1993 وتم ابعاد جمال إلى الأردن وليس إلى مانيلا من حيث أتى ولا إلى بلده السعودية في تجاوز والتفاف على القانون حيث تم إصدار تهمة الإعدام غيابيا عليه في الأردن لتهم غير مثبتة. ولكن جمال قبل ذلك قابل الملك حسين حيث كان الأخير يزور الولايات المتحدة وعرض عليه الملك حسين العفو ولكنه رفض وطلب من الملك حسين عدة مطالب منها:
عدم التعرض للتعذيب أو الاذلال في سجون الأردن وأن لا يتم سجنه في سجون المخابرات الأردنية فوافق الملك على ذلك وأعطاه كلمته وتم ترحيل جمال إلى الأردن حيث صدر حكم البراءة لعدم وجود الأدلة الواضحة لاتهامه وإدانته.

## مقتله
بعد ذلك رجع جمال إلى مانيلا وحاول إعادة نشاطه هناك الا أنه تعرض للتضييق الشديد من الحكومة خصوصا بعد ظهور جبهة أبوسياف وانشقاقه عن جبهة مورو الإسلامية التي تطالب بالاستقلال والحكم المستقل في إقليم الجنوب. فضيق عليه خوفا من مساندته للجبهة على الرغم من أن عمل جمال كان قانونيا تماما وبشهادة السلطات الفلبينية ولم تربطه أية علاقة بأي أعمال عدا التجارية والخيرية. نتيجة لهذا التضييق غادر جمال من مانيلا إلى مدغشقر حيث أراد أن يفتح مجالا وأرضا جديدين لممارسة أعماله التجارية والخيرية ولكن بعض الأطراف لم يعجبها ذلك.
في 31 يناير 2007 أي قبل يوم ميلاده الخمسين، تعرض جمال لعملية اغتيال حيث أريد أن يُفهم من خلالها أنها عملية سرقة وعندما كُشف عن رئيس العصابة، قامت رجال الشرطة بتصفيته بشكل عمدي، حيث اتهم أنه حاول الهرب من رجال الشرطة وقُتل بإطلاق النار عليه في ظهره بدلا من قدميه مع العلم أنه كان مكبلا وبذلك يكون قد تم تصفية الشاهد الرئيس والوحيد في هذه القضية. وقُتل خليفة أثناء زيارته لمنجم للأحجار الكريمة الذي كان يمتلكه في ساكاميلكو، بالقرب من بلدة ساكاراها في جنوب مدغشقر. وتُشير التقارير إلى أن حوالي 25 إلى 30 رجلاً مسلح داهموا منزل خليفة في منتصف الليل، وهاجموه بأسلحة مختلفة، وأزالوا جهاز الكمبيوتر الخاص به ومواد استخباراتية أخرى. أصبحت عائلته تعتقد أنه تم اغتياله على أيدي مشغلين من قيادة العمليات الخاصة المشتركة الأمريكية. ونُقل أبي البراء جمال خليفة في طائرة خاصة إلى السعودية.